# غيمة (أنمي)
غيمة (باليابانية: マシュマロ通信، بالروماجي: Mashumaro Taimusu) (بالإنجليزية: The Marshmallow Times)‏ هي سلسلة مانغا يابانية من تأليف لون لون ياماموتو، نشرت في يناير عام 2004 حتى يناير عام 2006، وتكون من 9 مجلدات، أنتجت إلى أنمي تلفزيوني من قبل استوديو ستوديو كومت، عرض الأنمي في 4 أبريل عام 2004 واستمر عرضه حتى 27 مارس عام 2005، وتكون من 52 حلقة.

## القصة
تدور أحداث القصة عن ساندي هي فتاة تحصل على مخلوق يشبه الأغنام يدعى غيمة، وتلتقي بستة أطفال آخرين ويصبحون أصدقاء، وتشكل فريقًا صحافيًا معهم.

## الشخصيات
ساندي (باليابانية: サンディ، بالروماجي: Sandi)
مؤدية الصوت: ميساتو فوكوين
ياسمين (باليابانية: ジャスミン، بالروماجي: Jasumin)
مؤدية الصوت: كانا أويدا
ليمي (باليابانية: ライム، بالروماجي: Raimu)
مؤدي الصوت: كينجي نوجيما
باسل (باليابانية: バジル، بالروماجي: Bajiru)
مؤدية الصوت: أكيكو كوباياشي
كلوف (باليابانية: クローブ، بالروماجي: Kurōbu)
مؤدي الصوت: تاكايوكي ياماغوتشي
نوتس (باليابانية: ナッツ، بالروماجي: Nattsu)
مؤدي الصوت: نوبوؤو توبيتا
سينامون (باليابانية: シナモン، بالروماجي: Shinamon)
مؤدية الصوت: نوبوكو ياكوما

## الأصوات العربية
- هزار الحرك
- رغدة الخطيب
- آمنة عمر
- فدوى سليمان
- مجد ظاظا
- أميرة حديفي
- لينا ضوا
- أيمن السالك
- ملك مرقدة
- سامر رضوان

## وصلات خارجية
- غيمة على موقع تلفزيون أوساكا باللغة اليابانية
- غيمة على موقع AllCinema.net باللغة اليابانية